# Qadria Yazdanparast
Qadria Ibrahim Yazdanparast (Perzisch: قدریه یزدان پرست) is een Afghaanse politica, hoogleraar rechten en mensenrechtenactiviste die haar carrière begon ten tijde van de Sovjetinvasie in Afghanistan. Zij studeerde rechten en politicologie aan de universiteit van Kabul. Qadria Yazdanparast spreekt Engels, Nederlands, Pasjtoe en Dari.

## Politieke en maatschappelijke carrière
Na de val van het communistische regime werd ze door de toenmalige president Burhanuddin Rabbani benoemd tot directeur van de vrouwenbeweging die de voorganger was van het huidige Afghaanse ministerie van vrouwenzaken. Tijdens de oorlog tegen de Taliban vluchtte ze naar het noorden van het land dat onder controle was van het toenmalige Verenigd Verzet, ook wel de 'noordelijke alliantie' genoemd. Daar kon ze nog haar functie behouden en ging ze door met haar werk. Ze was voorzitster van de rechtenfaculteit in Mazar-e Sjarif en organiseerde een internationale conferentie over vrouwenrechten in Afghanistan.
Na de val van Mazar-e Sjarif vroeg ze politiek asiel aan in Nederland, waar ze in Rotterdam ging wonen en studeren.
Na de val van de Taliban in 2001 keerde Qadria Yazdanparast terug naar haar vaderland en wist een zetel in het Afghaanse parlement te behalen. Ze werd een bekende persoon in de Afghaanse politiek, met banden met verschillende politieke groeperingen. In de tijd van haar kamerlidmaatschap heeft ze verschillende wetsvoorstellen ingediend. De wet 'Actie tegen vrouwengeweld' was haar initiatief, dat door het parlement werd goedgekeurd. Bij de parlementsverkiezing in Afghanistan op 18 sep 2010 slaagde Yazdanparast er niet in om haar zetel te behouden.

## Andere functies
Yazdanparast heeft nog verschillende functies bekleed:
- Voorzitter van het 'oude stad Kabul comité': een comité opgericht door president Karzai voor het behoud van oude stadsdeel van Kabul
- Juridisch adviseur
- Politiek analist voor verschillende tv- en radioprogramma's
- Schrijfster en filosoof

## Huidige situatie
- In 2012 werkte Yazdanparast als gasthoogleraar rechten en politicologie bij verschillende universiteiten en geeft les over vrouwenrechten in de islam.
- Op 15 juni 2013 werd Yazdanparast benoemd tot Afghaans onafhankelijk commissaris voor de mensenrechten.